# Zákány
Zákány (horvátul: Zakon vagy Žakanj) község Somogy vármegyében, a Csurgói járásban.

## Nevének eredete
Nevét Zákány település valószínűleg a zákányos (nyálkás) víztől kölcsönözte. Czuczor Gergely és Fogarasi János, illetve A magyar nyelv szótára következőket mondja zákány szavunkról:
„Nyálkaféle üledék, söprü, tisztátalanság, mely az állott vizben, vagy romlott borban, sörben képződik, az edény fenekére ülepedik, s ha fölkeverik, foltokban uszkál. Szabó D. szerént: seprő, seprőlék, ally, allyadék, zavar, zavarék, mocsok.Alapfogalomban egyezik vele záka, zákály, zákla, v. záklya, vagyis a roszúl kelt kenyérnek irgyes, szappanos, czopákás bele, mely megsürűsödött nyákhoz hasonló, s kivált a kéreg alatt gyül öszve. Gyöke zák talán am. hák természeti hangutánzó, s jelent nyálkás, turhás, hurutos pököt. E szerént mind zákány, mind záka, zákály eredetileg nyákot, nyálkát jelentene, és zákányos víz, bor, sör, = nyákos, nyálkás; zákályos kenyér = nyákhoz hasonló ragadós bélű kenyér. Tehát úgy látszik, esetleges találkozás volna mi a különböző nyelvekben néha megtörténik, hogy tótul is a zákályos kenyér neve zákalé; és za-kalit, am. zavarni, fölzavarni, bemázolni. Miklosich szerént csehül, szlovákul: zákal (panis lardum), lengyelül zakat.”

## Fekvése
Csurgótól nyugatra, Zákányfalu déli szomszédjában, Horvátország határán fekvő település. A falu a Zákányi-őrtilosi-dombok déli oldalán helyezkedik el. A legközelebbi városok a 20 kilométerre fekvő Csurgó és a 25 kilométerre elhelyezkedő Nagykanizsa, illetve a horvát oldalon Kapronca.
Közlekedési szempontból Zákány a Dél-Dunántúl egyik fontos vasúti csomópontja, mert itt található a szomszéd település nevét viselő Gyékényes vasútállomás, amely három hazai vasútvonal (a Budapest–Murakeresztúr-vasútvonal, a Dombóvár–Gyékényes-vasútvonal és a Gyékényes–Pécs-vasútvonal) találkozási pontja, és egyben határállomás is Horvátország irányában, a Budapest-Zágráb-Fiume útvonalon. (A településnek van egy vasúti megállóhelye is, Zákány megállóhely, de az kizárólag helyi forgalmat bonyolít.) Nagykanizsára és Csurgóra is vonattal lehet a legegyszerűbben eljutni.
Közúton Nagykanizsa felől a 6804-es úton érhető el a település, Csurgó felől Gyékényesig a 6808-as, majd onnan tovább ugyancsak a 6804-es úton.

## Története
Árpád-kori település, nevét már a tatárjárás előtt, 1227-ben említették az oklevelekben Zacun alakban írva, majd 1309-ben Zakaan alakban fordult elő. Várát 1325-ben említették először, és neve az 1332-1337 évi pápai tizedjegyzékben is fel volt tüntetve, tehát ekkor már plebániája is volt. 1342-ben már városi kiváltságokat élvezett és ugyanekkor Tours-i Szent Márton tiszteletére szentelt temploma is említve volt. 1379-ben I. Lajos király Zákányi Bodiszló fiának, Miklósnak, adta új adományul. 1380-ban már két Zákány: Alsó- és Felső-Zákány is létezett, mint királyi birtok, melyeket tartozékaikkal együtt I. Lajos király Korbaviai Bodiszlónak adományozott, cserében bizonyos szlavóniai várakért. 1399-ben és 1411-ben Zákányi Bodiszló fia, Miklós, majd 1431-ben Zákányi László birtokaként volt említve, aki 1444-ben Zákányt átengedte a Marczaliaknak. 1445-ben a Marczaliak birtokolták a város felét, míg a másik fele Újlaki Miklós és Hunyadi János birtoka volt. 1446-ban a Marczaliak és Zákányi László leánya  voltak a birtokosai. 1450-ben a város egyes részei, házasság révén, zálogul Dombai Miklós kezébe kerültek, akinek  Zákányi László leánya: Orsolya volt a neje. 1458-ban Alsó-Zákányban új erődítvény volt, melyet Dombai Miklós építtetett és melyről 1476-ból is maradt fenn adatunk. A régi kastélyt 1476-ban a Szerdahelyi Imrefiak bírták zálogban, a város felével együtt. 1506-ban a város a Dombaiak zálogbirtoka volt, de tulajdonjogához a Marczaliak tartottak igényt és még 1476-ban a Szerdahelyi család mellett a Báthori-család tagjai léptek fel társtulajdonosokként. 1488-ban, Marczali László örökös nélküli halála után Mátyás király a Szerdahelyi Imrefiakat szólította fel birtokjoguk igazolására. 1489-ben Szerdahelyi István birtokai között Zákányt is felsorolták. 1495-ben pedig a Báthoriak nyerték adományul. 1531. november 1-jén az ország rendjei itt tartották gyűlésüket is. 1536-ban Felső-Zákány földesura Báthori András volt. 1566 szeptemberében Szigetvár elestének hírére az őrség megszökött a zákányi várból és azt felgyújtotta.
Az 1565-1566 évi török kincstári fejadójegyzékben már csak mint falu volt feljegyezve és csak 10 házzal volt felvéve. A török megszállás alatt Zákány újból jelentős fejlődésnek indult és 1571-ben már 77 házból állt, majd kevéssel ezután elpusztult, úgyhogy 1580-ban  már csak mindössze egy házat találtak itt a török adószedők. 1598-1599-ben Nádasdy Ferenc, 1626-1627-ben pedig Nádasdy Pál volt Zákány földesura. 1660-ban Szentgyörgyvár tartozékai között sorolták fel. 1677-ben Széchenyi György kalocsai érsek nyerte adományul. 1726-1733 között már csak puszta puszta és Inkey János birtoka volt, majd 1733 után települt be ismét. 1757-től a Széchenyieké, de 1835-ben gróf Zichy Domonkos is földesura volt. Az 1900-as évek elején is a Zichyeké; gróf Zichy Ödön itt nagyobb birtokos, kinek csinos kastélya is volt itt, melyet 1911-ben építtetett.
A 20. század elején Somogy vármegye Csurgói járásához tartozott. 1910-ben 1688 lakosából 1675 magyar volt. Ebből 1558 római katolikus, 51 evangélikus, 45 izraelita volt.
2002-ben a település egy része Zákányfalu néven önállóvá vált. A községben 2007-ben 1084 fő élt és összesen 572 lakás volt. 2020-ban bejelentették, hogy határátkelő létesítés készítik elő.

## Közélete

### Polgármesterei
- 1990–1994: Dr. Iváncsics Nándor (SZDSZ)[6]
- 1994–1998: Kovács Géza (független)[7]
- 1998–2002: Tóth Judit (független)[8]
- 2002–2006: Tóth Judit (független)[9]
- 2006–2009: Tóth Judit (független)[10]
- 2009–2010: Merész István (független)[11]
- 2010–2014: Jankó Szabolcs (Fidesz-KDNP)[12]
- 2014–2019: Jankó Szabolcs (Fidesz-KDNP)[13]
- 2019–2024: Jankó Szabolcs (Fidesz-KDNP)[14]
- 2024– : Jankó Szabolcs (Fidesz-KDNP)[1]

A településen 2009. december 6-án időközi polgármester-választást tartottak, az előző polgármester lemondása miatt.

## Népesség
A település népességének változása:
| Lakosok száma | 1098 | 1084 | 1068 | 988  | 1012 | 1069 | 1060 |
|               | 2013 | 2014 | 2015 | 2021 | 2022 | 2023 | 2024 |

A 2011-es népszámlálás során a lakosok 85,7%-a magyarnak, 6,3% cigánynak, 0,2% görögnek, 0,6% horvátnak, 0,4% németnek, 0,4% románnak, 0,2% szerbnek mondta magát (14% nem nyilatkozott; a kettős identitások miatt a végösszeg nagyobb lehet 100%-nál). A vallási megoszlás a következő volt: római katolikus 59,4%, református 3,7%, evangélikus 3,8%, felekezeten kívüli 8,3% (24,1% nem nyilatkozott).
2022-ben a lakosság 88,3%-a vallotta magát magyarnak, 3,2% cigánynak, 0,4% horvátnak, 0,4% németnek, 0,2% lengyelnek, 0,1% ukránnak, 1,1% egyéb, nem hazai nemzetiségűnek (11,6% nem nyilatkozott; a kettős identitások miatt a végösszeg nagyobb lehet 100%-nál). Vallásuk szerint 44,7% volt római katolikus, 5,5% református, 3,3% evangélikus, 0,5% görög katolikus, 0,5% egyéb keresztény, 0,6% egyéb katolikus, 8% felekezeten kívüli (37% nem válaszolt).

## Nevezetességei

### Híres szülöttei
- Belénessy Csaba 1949. november 11-én  újságíró, az MTI vezérigazgatója (elhunyt 2024-ben)
- Hamusics János bányász, aki az 1956-os forradalom 10. évfordulóján megkísérelte újra kirobbantani a felkelést és kivívni az ország szabadságát, ezért halálra ítélték és kivégezték.
- Venetianer Rózsi, zongoraművész, zongoratanár, Venetianer Pál biológus nagynénje.
- Zákány Gyula,  magyar katolikus pap, országgyűlési képviselő.